# Portanus elegans
Portanus elegans är en insektsart som beskrevs av Kramer 1961. Portanus elegans ingår i släktet Portanus och familjen dvärgstritar. Inga underarter finns listade i Catalogue of Life.